# Zveza društev prisilno mobiliziranih Slovencev v nemško vojsko 1941-1945
Zveza društev mobiliziranih Slovencev v nemško vojsko 1941-1945 (kratica ZDMSNM 41-45) je krovna zveza, ki združuje več društev. 
Trenutni predsednik zveze je Leon Janežič.

## Predzgodovina ustanovitve
Na Štajerskem in Gorenjskem sta od 1947 dalje delovali skupini, ki sta se zavzemali: 
- za priznanje, da so tudi mobiliziranci v nemško vojsko žrtve vojne in nasilja,
- za pravico do zdravstvene oskrbe invalidnih mobilizirancev in bolnikov,
- za pravico do socialne pomoči in zaščite najtežjih invalidov,
- za pravico nekdanjih mobilizirancev do vpisa na višje in visoke šole.

Odbor za Štajersko je 7. decembra 1953 zahteval od tedanje Vlade Republike Slovenije, Sveta za ljudsko zdravstvo in socialno politiko, naj se problem invalidov, vdov in sirot rešuje v skladu s »človečanskimi pravicami« (glej Človekove pravice), sprejetimi s strani OZN tega leta (1953). 
Po podatkih iz kopije spremnega pisma je razvidno, da je bilo samo na Štajerskem takrat že popisanih 7000 oseb, nad 50% invalidov ter več kot 10.000 drugih upravicencev do podpor, kot so lažji invalidi, vdove in sirote.
Takratne oblasti so v odgovor na njihove zahteve v letih 1953 in 1954 odredile hišne preiskave, zaplembo popisnega in drugega materiala, obsežna zaslišanja v priporu. Takratna oblast je prepovedala nadaljnje delovanje pobudnikov, ki so od oblasti zahtevali skrb za invalidne mobilizirance ter uradno zahtevo države po odškodnini vis a vis Nemčije. 

## Nastanek društev in zveze
Zveza društev mobiliziranih Slovencev v nemško vojsko 1941-1945 je nastala 19. januarja 1995, ko sta se pod njenim okriljem združili dve že obstoječi društvi in sicer:
- Društvo mobiliziranih Slovencev v nemško vojsko 1941-1945, Celje, ustanovljeno 2. februarja 1991 v Celju v prostorih Muzeja novejše zgodovine;
- Združenje mobiliziranih Gorenjcev v redno nemško vojsko v času 1941-1945, Kranj, ustanovljeno 19. aprila 1991 v dvorani kina Center v Kranju;
- Društvo vojaških vojnih invalidov mobiliziranih Slovencev 1941-1945, ustanovljeno z izločitvijo obeh Sekcij vojaških vojnih invalidov iz zgornih dveh društev 19. januarja 1995;
- Društvo zgodovinske resnice mobiliziranih Slovencev v nemško vojsko 1941-1945, registrirano 18. junija 2004 pri Upravni enoti Celje,

je potem, ko se je sprva organiziralo kot sekcija znotraj Zveze, nato kot odbor, nazadnje pa kot samostojno društvo, podpisalo pristop k Zvezi kot četrto društvo.
Naloge slednjega so (bile): 
- zbiranje imen padlih mobilizirancev ter umrlih v ujetništvu;
- postavitev spominskih obeležij in skrb za njih;
- ohranitev spomina na mobilizirance in zbiranje dokumentov;
- zapisovanje pričevanj;
- vnos tematike nemške mobilizacije v uradno slovensko zgodovinopisje in šolske knjige;
- zbiranje raznovstnega gradiva in materialnih ostalin;
- objavljanje člankov v casopisih in revijah na temo »mobilizirancev«;
- organizacija okroglih miz in učnih ur za dijake;
- organizacija razstav;
- objavljanje knjig;
- priprava internetnih strani;
- skrb za arhiv.

Pomembnejši projekti, h katerim je društvo že pristopilo in so v toku realizacije, pa so: 
- postavitev spominskega obeležja prisilno mobiliziranim v nemško vojsko v Trbovljah; projekt poteka v dobrem sodelovanju z Občino Trbovlje;
- razstava na temo mobilizacije v nemško vojsko v Zasavskem muzeju Trbovlje; projekt poteka v sodelovanju z Zasavskim muzejem Trbovlje in direktorjem Miranom Kalškom;
- sestava zbirke zgodovinskih virov za vnos tematike v uradno slovensko zgodovinopisje in šolske knjige;
- postavitev internetnih strani;
- postopen pristop k ostalim zadanim nalogam, ki je že v teku.

## Predsedniki zveze
- Rudi Markovič
- Ludvik Puklavec (? - 9. februar 2008)
- Andrej Zorko (9. februar 2008 - 26. junij 2010)
- Leon Janežič (26. junij 2010 - danes)